# Trypanidius notatus
Trypanidius notatus es una especie de escarabajo longicornio del género Trypanidius, tribu Acanthocinini, subfamilia Lamiinae. Fue descrita científicamente por Fabricius en 1787.
La especie se mantiene activa durante todos los meses del año.

## Descripción
Mide 12,7-13,5 milímetros de longitud.

## Distribución
Se distribuye por Bolivia, Belice, Brasil, Colombia, Ecuador, Guatemala, Guyana, Guayana Francesa, Honduras, Nicaragua, Panamá, Perú, Surinam, Trinidad y Tobago y Venezuela.